# Dyszlady
Dyszlady (biał. Дышляды; ros. Дышляды, Dyszlady) – osiedle na Białorusi, w obwodzie mińskim, w rejonie dzierżyńskim, w sielsowiecie Dobryniewo.